# Sirah Pulau (Kikim Selatan)
Sirah Pulau is een bestuurslaag in het regentschap Lahat van de provincie Zuid-Sumatra, Indonesië. Sirah Pulau telt 294 inwoners (volkstelling 2010).